# 尖圆织纹螺
尖圆织纹螺（学名：Nassarius spiratus），是新腹足目织纹螺科织纹螺属的一种。主要分布于中国大陆，常栖息在潮下带。